# Eljas
Eljas (em estremenho: As Ellas) é um município da Espanha na comarca da Serra de Gata, província de Cáceres, comunidade autónoma da Estremadura. Tem 33 km² de área e em 2021 tinha 897 habitantes (densidade: 27,2 hab./km²).
A maior parte da sua população fala um idioma da família galaico-portuguesa, denominado fala de Xálima. A variedade dialectal desta povoação é conhecida como lagarteiru, dada a apetência da população local pelo consumo de lagartos. Apesar de actualmente não ser legal a sua captura, os lagartos eram aqui antigamente cozinhados como em nenhum outro local da Espanha. Essa é também a razão do brasão local ostentar um lagarto.
Tal como Valverde del Fresno, em consequência da sua proximidade à fronteira portuguesa, Elhas foi uma povoação que viveu do contrabando entre as décadas de 1940 e de 1970, tendo esta atividade decaído de forma notória nas últimas décadas.

## Toponímia
O nome das Ellas parece ser proveniente da época romana, mais concretamente da palavra "ergastulum", com o significado de lugar de reclusão ou prisão (ainda que actualmente esta hipótese esteja ainda em discussão).

## Arquitectura
O património arquitectónico mais importante a visitar é o Castelo de Eljas, perto da praça principal. Data do século XIV, tendo sido declarado monumento histórico e artístico em 1970.
Tendo sido uma povoação fortemente afectada pela emigração, o estilo das habitações locais foi afectado pelo regresso dos imigrantes, que o modernizaram. O novo estilo choca um pouco com a arquitectura antiga, de cariz mais rural.

## Gastronomia
A comida tradicional das Ellas possui diversos pratos típicos, tais como o "girixi-girixo", o "allu de patatas" e "us fornazus" ou "mollu de pescau". Também merecem destaque as sopas da terra e os vinhos da comarca.

## Demografia
| Variação demográfica do município entre 1991 e 2004 | Variação demográfica do município entre 1991 e 2004 | Variação demográfica do município entre 1991 e 2004 | Variação demográfica do município entre 1991 e 2004 |
| --------------------------------------------------- | --------------------------------------------------- | --------------------------------------------------- | --------------------------------------------------- |
| 1991                                                | 1996                                                | 2001                                                | 2004                                                |
| 1360                                                | 1284                                                | 1166                                                | 1142                                                |